# Izolovaný dělostřelecký srub
Izolovaný dělostřelecký srub je stavba, která měla být v rámci československého opevnění budována na místech, kde s ohledem na vysokou hladinu spodní vody, nevhodné složení půdy, anebo čistě z důvodů úspor finančních prostředků, nemělo dojít k výstavbě dělostřeleckých tvrzí. Měl spojit vlastnosti tvrzových dělostřeleckých srubů, vchodového objektu a zároveň měl akceptovat veškeré konstrukční zásady platné pro izolované pěchotní sruby. 

## Úkoly a výzbroj
Úkoly kladené na tyto objekty a podmínky pro jejích umisťování v terénu byly naprosto shodné s tvrzovými dělostřeleckými sruby, a tak není divu, že i jejich výzbroj se od tvrzového dělostřeleckého srubu nijak nelišila – tvořily ji tři rychlopalné 100 mm houfnice vz.38 umístěné ve střílnách o odměru 60 stupňů a náměru +38 stupňů až -10 stupňů, zabetonovaných v boční stěně objektu. Podle směru palby hlavních zbraní se i izolované dělostřelecké sruby dělily na levo a pravostranné.

### Obrana objektu
Okolí objektu mělo být chráněno dvojicí lehkých kulometů vz.26 v pěchotních zvonech a třemi kulomety vz.37  v pomocných střílnách pod betonem (tvrzové dělostřelecké sruby jsou chráněny dvěma lehkými kulomety v pěchotních zvonech a jedním nebo dvěma lehkými kulomety ve střílnách pod betonem). Vjezd do srubu mohl navíc bránit 47mm kanón vz.36 umístěný ve střelecké místnosti po pravé, nebo po levé straně vchodu.
Kolem objektu byl vytvořen také pás překážek a to proti pěchotě nebo proti útočné vozbě ty se využívaly podle terénu.

## Odolnost
Na rozdíl od tvrzových objektů nebyl izolovaný dělostřelecký srub budován ve IV., ale pouze ve III. stupni odolnosti, což byl důsledek jeho umístění za linií těžkého opevnění. Konstruktéři ŘOPu totiž předpokládali, že se snížením odolnosti objektu se zmenší i jeho půdorys a tak se sníží i pravděpodobnost případného zásahu.

## Interiér objektu
byl rozvržen do tří pater, přičemž patro horní a patro střední bylo půdorysně shodné. Dolní patro bylo na rozdíl od předcházejících dvou podstatně menší a vzhledem ke značné hloubce, v niž se nacházelo, měly jeho obvodové stěny pouze minimální tloušťku. Horní patro obsahovalo prostorné překladiště pro dva nákladní automobily, řešené obdobně jako u vchodového objektu tvrze, dále pak střelecké místnosti zbraní, chránících vchod pro pěší a vjezd do objektu, střeleckou místnost s trojicí houfnic a několik skladišť munice. Ve středním patře se nacházely tři kobky na odpad vystřelených nábojnic, ubikace části mužstva, sociální zařízení a rozsáhlé sklady střeliva nahrazující sklady M2 v podzemí tvrze. Konečně v dolním patře bylo umístěno stanoviště velitele srubu, ubytoven, skladiště pohonných hmot a strojovna výtahu, který navzájem spojoval všechna tři patra objektu.

## Posádka
Izolovanému dělostřeleckému srubu měl velet štábní kapitán dělostřelectva, kterému v době války podléhala osádka skládající se ze dvou důstojníků, dvou rotmistrů, 29 poddůstojníků a 88 vojínů.

## Historie
Do září roku 1938 se ani jediný objekt tohoto typu postavit nepodařilo, a tak se údaje o jeho konstrukci a úkolech dochovaly pouze v archivních dokumentech, z nich mimo jiné vyplývá, že ŘOP pro léta 1938-1939 počítalo se zadáním a výstavbou 12 izolovaných dělostřeleckých srubů. Pět mělo být vybudováno na severní Moravě (sruby Životice východ, Životice západ, Skrbovice, Dětřichovice, Kronfelzov), dalších sedm mělo posílit obranu jižních hranic republiky (sruby Podmolí, Hrádek, Hrušovany, Novosedly, Mikulov, Havraníky a Valtrovice).